# Carl Maria von Weber
Carl Maria Friedrich Ernst von Weber (Eutin, 18 novembre 1786 – Londra, 5 giugno 1826) è stato un compositore, direttore d'orchestra e pianista tedesco.
La musica di von Weber, in particolare le sue opere liriche, influenzarono grandemente lo sviluppo della musica romantica in Germania. Compose anche molti lavori per clarinetto, in cui introdusse varie innovazioni. Il suo corpus di musica sacra cattolica era molto popolare nella Germania dell'Ottocento. von Weber fu anche giornalista musicale ed era interessato alle canzoni popolari; inoltre imparò l'arte della litografia per stampare da solo i propri lavori. Fu uno dei primi compositori a utilizzare la tecnica del Leitmotiv. Le sue opere costituirono l'ispirazione per i lavori giovanili di Richard Wagner, il quale infatti fu sempre un grande estimatore di Weber, di cui promosse la traslazione delle ceneri da Londra a Dresda nel 1844.

## Biografia

### Primi anni
Carl Maria von Weber era il maggiore dei tre figli di Franz Anton von Weber (il quale sembra però non aver avuto alcun diritto di fregiarsi della particella nobiliare von nel cognome) e della sua seconda moglie, Genovefa Brenner, un'attrice. Non si conosce il giorno preciso della nascita ma si sa che fu battezzato il 20 novembre. Franz Anton iniziò la sua carriera come ufficiale militare del Ducato di Holstein; in seguito fu direttore musicale di vari teatri e nel 1787 si trasferì ad Amburgo dove fondò una compagnia teatrale. Il fratello di Franz Anton, Franz Fridolin Weber, era il padre di Constanze Weber che il 4 agosto 1782 sposò Wolfgang Amadeus Mozart. Carl Maria von Weber era quindi cugino di secondo grado (acquisito) di Mozart. Il padre di Weber provvide affinché il figlio avesse un'educazione vasta, la quale tuttavia veniva costantemente interrotta dai continui spostamenti della famiglia.
Nel 1796 von Weber continuò il suo studio della musica a Hildburghausen, dove il suo maestro fu l'oboista J. Peter Heuschkel. Il 13 marzo 1798 la madre di von Weber morì di tubercolosi. Quello stesso anno Weber si trasferì a Salisburgo per studiare con Michael Haydn e in seguito a Monaco, dove fu seguito dal cantante Johann Evangelist Wallishauser (meglio noto come Valesi) e dall'organista J.N. Kalcher. Il 1798 vide anche il primo lavoro pubblicato di Weber, sei fughette per pianoforte, pubblicate a Lipsia. Altre composizioni di questo primo periodo, tra cui una Messa e la sua prima opera, Die Macht der Liebe und des Weins (Il potere dell'amore e del vino) sono andate perdute; una raccolta di Variazioni per Pianoforte fu in seguito litografata dallo stesso  Weber, sotto la guida di Alois Senefelder, inventore del procedimento.
Nel 1800 la famiglia si trasferì a Freiberg, in Sassonia, dove Weber, allora quattordicenne, scrisse un'opera intitolata Das stumme Waldmädchen (La fanciulla muta della foresta), che andò in scena al teatro di Friburgo e, in seguito, a Vienna, Praga e San Pietroburgo. Weber cominciò inoltre nel 1801 a scrivere articoli di critica musicale per il Leipziger Neue Zeitung. Sempre nel 1801 i  Weber tornarono a Salisburgo, dove Carl riprese i suoi studi con Joseph Haydn, per proseguirli poi a Vienna, con Abbé Vogler (Georg Joseph Vogler), fondatore di tre importanti scuole musicali (a Mannheim, Stoccolma e Darmstadt); un altro famoso allievo di Vogler fu Giacomo Meyerbeer che divenne un caro amico di von Weber. Nel 1803 l'opera di Weber, Peter Schmoll und seine Nachbarn (Peter Schmoll e i suoi vicini) andò in scena ad Augusta e diede a Weber il suo primo successo come compositore popolare.

### Successo

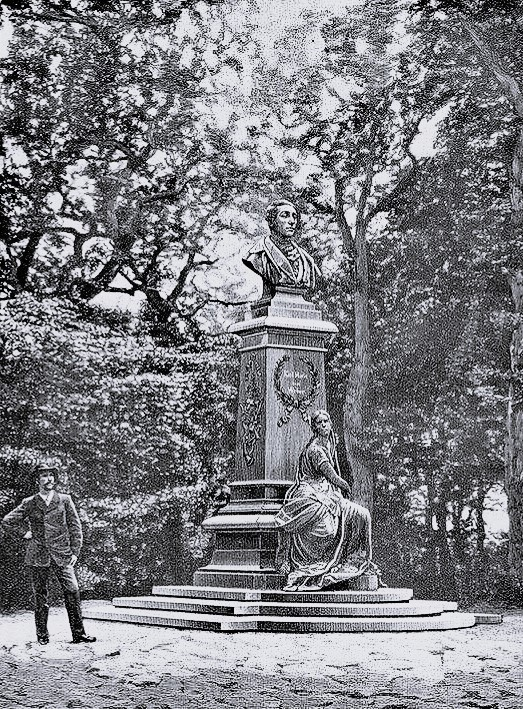
Il busto di von Weber a Eutin

Vogler, colpito dall'ovvio talento del suo pupillo, lo raccomandò per il posto di direttore al Teatro dell'Opera di Breslavia (1804) e, dal 1807 al 1810, Weber occupò un posto alla corte di Federico II duca di Württemberg, a Stoccarda. Mentre la sua vita privata in questo periodo fu caratterizzata da una certa irrequietezza (lasciò il suo posto a Breslavia in un momento di frustrazione e rabbia, in un'occasione venne arrestato per debiti e truffa ed espulso dal Württemberg, fu anche coinvolto in vari scandali), il suo successo come compositore aumentò.
Egli scrisse anche musica religiosa, soprattutto di ispirazione cattolica: ciò tuttavia gli guadagnò l'ostilità dei riformatori che propugnavano il ritorno al canto tradizionale nella liturgia. Nel 1810 Weber visitò parecchie città attraverso la Germania; dal 1813 al 1816 fu direttore dell'Opera di Praga; dal 1816 al 1817 lavorò a Berlino e dal 1817 fu direttore della prestigiosa Opera di Dresda, impegnandosi duramente per l'affermazione dell'opera tedesca, in contrasto con l'opera italiana che dominava sulla scena musicale europea sin dal XVIII secolo. Lo straordinario successo della prima dell'opera Der Freischütz (Il franco cacciatore) (18 giugno 1821, Berlino) fece sì che l'opera venisse rappresentata in tutta Europa; rimane oggi l'unica delle sue opere ancora nel normale repertorio.
Le sue variopinte armonie e orchestrazioni, l'uso di temi popolari tratti dalla tradizione musicale dell'Europa centrale e il tenebroso libretto "gotico" che comprende anche l'apparizione notturna del demonio in una foresta, hanno tutti contribuito alla sua grande popolarità e ne fanno un'opera "romantica" per eccellenza. Nel 1823 Weber compose l'opera Euryanthe, dal libretto mediocre, ma musicalmente molto ricca. Nel 1824 ricevette un invito dalla Covent Garden Opera House, a Londra, per comporre e produrre Oberon: un'opera che il librettista J. R. Planché trasse dalla traduzione inglese (fatta da W. Sotheby) del poema omonimo di C. M. Wieland, derivato dalla chanson de geste "Huon de Bourdeaux" (vedi prefazione al libretto, nell'edizione del 15 aprile 1826; visibile nel sito della Biblioteca Digitale di Monaco di Baviera).
Weber accettò l'invito e nel 1826 si recò in Inghilterra per concludere il lavoro ed essere presente alla prima del 12 aprile. Quando arrivò a Londra, Weber soffriva già di tubercolosi e morì nella città inglese la notte tra il 4 e il 5 giugno 1826, all'età di 39 anni. Fu sepolto a Londra, ma 18 anni dopo i suoi resti vennero trasferiti su iniziativa di Richard Wagner e riseppelliti a Dresda. Altri lavori di Weber includono due sinfonie, un concertino e due concerti per clarinetto e un quintetto per clarinetto e archi. La sua opera incompiuta Die Drei Pintos fu in origine ceduta dalla vedova di Weber a Meyerbeer perché la completasse; fu infine completata da Gustav Mahler che condusse la prima rappresentazione a Lipsia il 20 gennaio 1888.

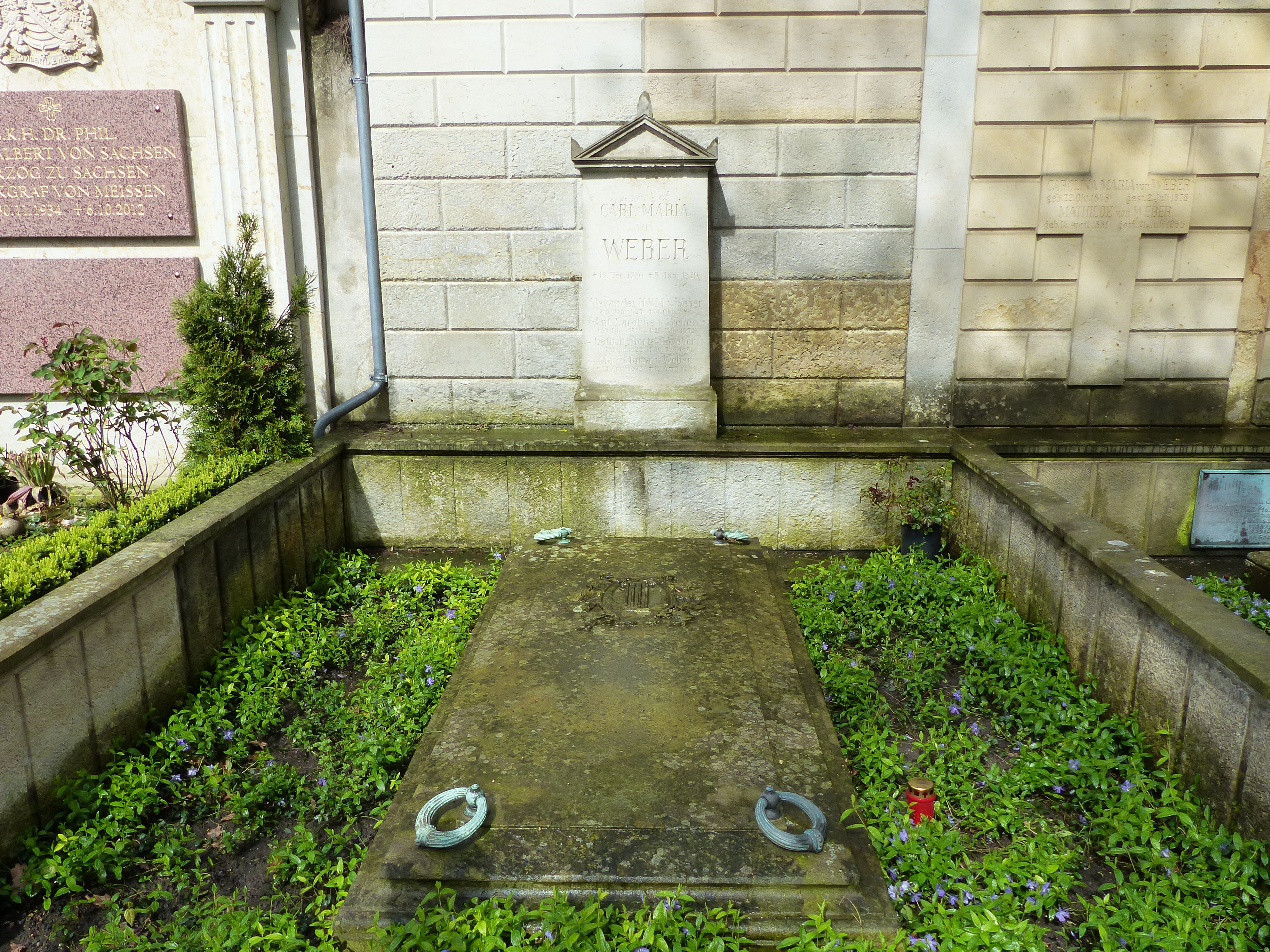
La tomba di Weber a Dresda

## Fortuna
Weber fu, oltre a un importante compositore, un grande pianista e direttore d'orchestra. La sua musica per pianoforte è tecnicamente molto difficile e la sua bravura nella direzione d'orchestra fu innovativa e ineguagliata per quel periodo. Nel corso del XIX secolo la sua Polacca brillante, l'Invito alla danza, la seconda Sonata per pianoforte e il Konzertstück per pianoforte e orchestra erano frequentemente ascoltati. Liszt suonava spesso musica di Weber e curò edizioni delle sue sonate per piano. Altri ammiratori dell'Ottocento furono Wagner, Meyerbeer e Hector Berlioz. Igor' Stravinskij compose nel 1928 il suo Capriccio ispirandosi alla sua musica. Sebbene molte delle composizioni per pianoforte di Weber siano ormai sparite dal repertorio, le sue ouverture orchestrali, la sua musica per clarinetto e la sua opera Der Freischütz sono regolarmente eseguite.

## Composizioni

### Opere
- Die Macht der Liebe und des Weins (Il potere dell'amore e del vino, 1798; perduta)
- Das Waldmädchen (La ragazza della foresta, 1800)
- Peter Schmoll und seine Nachbarn (Peter Schmoll e i suoi vicini, 1803)
- Rübezahl (1804-1805; incompiuta)
- Silvana (1810)
- Abu Hassan (1811)
- Der Freischütz (Il franco cacciatore, 1821)
- Die drei Pintos (I tre Pintos, 1820-1824; incompiuta, terminata da Gustav Mahler)
- Euryanthe (1823)
- Oberon (1826)

### Musiche di scena
- Turandot (1809)
- König Yngurd (Re Yngurd, 1817)
- Donna Diana (1817)
- Heinrich IV, König von Frankreich (Enrico IV, re di Francia, 1818)
- Lieb' um Liebe (Amore per amore, 1818)
- Der Leuchtthurm (Il faro, 1820)
- Preciosa (1820)
- Den Sachsen-Sohn vermählet heute (Il figlio sassone si è sposato oggi, 1822)

### Musica sacra
- 3 Messe (in Mi bemolle Maggiore, J. Anhang 8, Grosse Jugendmesse, 1802; in Mi bemolle Maggiore, op. 75a, Missa sancta n. 1 Freischützmesse, 1817-1818; in Sol Maggiore, op. 76, Missa sancta n. 2 Jubelmesse, 1818-1819).

### Musica orchestrale
- Due sinfonie (in Do Maggiore, op. 19, 1806-1807; in Do Maggiore, J. 51, 1807);
- Tre Ouverture (Ouverture per Peter Schmoll, op. 8, 1807; Ouverture per Beherrscher der Geister, op. 27, 1811; Jubel-Ouverture, op. 59, 1818);
- Kleiner Tusch J. 47a (1806);
- Walzer J. 149 (1812);
- Deutscher J. 185 (1815);
- Tedesco J. 191 (1816);
- Marcia vivace J. 288 (1822);
- Marcia J. 307 (1826).

### Musica concertante
- Due concerti per pianoforte e orchestra (in do maggiore, op. 11, 1810; in mi bemolle maggiore, op. 32, 1812);
- Konzertstück in fa minore per pianoforte e orchestra, op. 79, 1821;
- Due concerti per clarinetto e orchestra (in fa minore, op. 73, 1811; in mi bemolle maggiore, op. 74, 1811);
- Concertino in mi bemolle maggiore per clarinetto e orchestra, op. 26, 1810;
- Concerto per fagotto e orchestra in fa maggiore, op. 75, 1811-1822;
- Concertino per corno e orchestra in mi minore, op. 45, 1806-1815;
- Romanza siciliana per flauto e orchestra in sol minore J. 47, 1805;
- Sei variazioni in do maggiore sul tema "A Schüsserl und a Reind'rl" per viola e orchestra J. 49, 1806;
- Grand pot-pourri in re maggiore per violoncello e orchestra op. 20, 1808;
- Andante e Rondò ungarese, versione per viola e orchestra J. 79, 1809;
- Tema con variazioni per violoncello e orchestra in re minore J. 94, 1810;
- Adagio e Rondò in fa maggiore per harmonichord e orchestra J. 115, 1811;
- Andante e Rondò ungarese, versione per fagotto e orchestra op. 35, 1813.

Nei concerti, come nelle sinfonie, Weber risente dell'influenza di Mozart, Beethoven e Hummel, che fonde in un'espressione vivacemente ritmica e ricca di contrasti drammatici.

### Musica per pianoforte
- Quattro Sonate (in Do Maggiore, op. 24, 1812; in La bemolle Maggiore, op. 39, 1816; in re minore, op. 49, 1816; in mi minore, op. 70, 1822);
- Momento capriccioso in Si bemolle Maggiore, op. 12;
- Rondò Brillante in Mi bemolle Maggiore, op. 62, 1819
- Invito alla danza in Re bemolle Maggiore, op. 65, 1819;
- Variazioni;
- Danze;
- Pezzi per pianoforte a 4 mani.

La musica pianistica risente dell'influenza brillante e virtuosistica, che era molto in voga nei primi decenni del XIX secolo.

### Altro
- Musica da camera per vari organici;
- Cantate;
- Composizioni corali;
- Romanze.